# Epicratinus luke
Espèce
Epicratinus luke est une espèce d'araignées aranéomorphes de la famille des Zodariidae.

## Distribution
Cette espèce est endémique d'Espírito Santo au Brésil,. Elle se rencontre vers Santa Teresa et Cariacica.

## Description
Le mâle holotype mesure 2,6 mm et la femelle paratype 3,75 mm.

## Systématique et taxinomie
Cette espèce a été décrite par Gonçalves et Brescovit en 2024.

## Étymologie
Cette espèce est nommée en référence à Luke Skywalker. 

## Publication originale
- Gonçalves & Brescovit, 2024 : « Description of nine new species of the Neotropical spider genus Epicratinus Jocqué & Baert, 2005 (Araneae: Zodariidae). » Zootaxa, no 5428(4), p. 451-479.